# Слаттаратиндур
Сла́ттаратиндур (фар. Slættaratindur) — высочайшая точка Фарерских островов.
Расположена в северной части острова Эстурой. Высота — 880 метров над уровнем моря. Название означает «плоская вершина».
Подъём на вершину занимает около четырёх часов и не требует специальных альпинистских навыков. В хорошую погоду с вершины открывается вид на весь архипелаг.